# Barodsitschy
Barodsitschy (belarussisch Бародзічы, russisch Бородичи) ist ein Dorf im Rajon Kobryn in der Breszkaja Woblasz in Belarus. Die Ortschaft ist administrativ in den Selsawet Haradsez eingegliedert. Das Dorf liegt 29 Kilometer von Kobryn und 73 Kilometer von Brest entfernt.
Im folgenden Diagramm wird die Bevölkerungsentwicklung von Barodsitschy dargestellt: